# Episodi di Hank Zipzer - Fuori dalle righe (terza stagione)
La terza stagione di Hank Zipzer - Fuori dalle righe è stata trasmessa in Inghilterra dal canale CBBC dal 26 maggio al 18 agosto 2016.
In Italia la stagione è stata trasmessa dal 26 settembre al 12 ottobre dello stesso anno su Disney Channel. 
| n° | Titolo originale                | Titolo italiano                | Prima TV Regno Unito | Prima TV Italia   |
| -- | ------------------------------- | ------------------------------ | -------------------- | ----------------- |
| 1  | Teacher Torture                 | Professori, che tortura!       | 26 maggio 2016       | 26 settembre 2016 |
| 2  | Vlog It!                        | A colpi di Vlog!               | 2 giugno 2016        | 27 settembre 2016 |
| 3  | Zipzers and Aliens              | I Zipzer e gli alieni          | 9 giugno 2016        | 28 settembre 2016 |
| 4  | Educating Zipzer                | Metodo di apprendimento        | 16 giugno 2016       | 29 settembre 2016 |
| 5  | Hank's Good Turn                | Buone intenzioni               | 23 giugno 2016       | 30 settembre 2016 |
| 6  | My Girlfriend Has Flippers      | La mia ragazza ha le pinne     | 30 giugno 2016       | 3 ottobre 2016    |
| 7  | Undercover Hank                 | In incognito                   | 7 luglio 2016        | 4 ottobre 2016    |
| 8  | School Sleepover                | Campeggio a scuola             | 14 luglio 2016       | 5 ottobre 2016    |
| 9  | Operation: Prank Adolf          | Operazione: Scherzo alla Adolf | 21 luglio 2016       | 6 ottobre 2016    |
| 10 | Captain Hank and the Last Picks | Hank capitano delle riserve    | 28 luglio 2016       | 7 ottobre 2016    |
| 11 | Christmas in July               | Natale a luglio                | 4 agosto 2016        | 10 ottobre 2016   |
| 12 | Hank Rocks Out!                 | Rock per Hank                  | 11 agosto 2016       | 11 ottobre 2016   |
| 13 | The Crunchy Pickle              | Il negozio oltreoceano         | 18 agosto 2016       | 12 ottobre 2016   |